# 張袞
張 袞（ちょう こん、339年 - 410年）は、代から北魏にかけての官僚。字は洪龍。本貫は上谷郡沮陽県。

## 経歴
張卓の子として生まれた。学問を好み、文才があった。はじめ郡の五官掾となった。道武帝が代王となると、張袞は選抜されて左長史となった。
387年（登国2年）、道武帝が劉顕を討つのにあたって、張袞は後燕の慕容垂と連合するよう進言して、聞き入れられた。388年（登国3年）、道武帝が賀訥を討つのに従った。道武帝が群臣とともに勿居山に登り、遊宴を開くと、張袞は功徳碑の文を作るよう命じられた。391年（登国6年）、道武帝が柔然を討つのに従った。
395年（登国10年）、後燕の慕容宝が進攻してくると、張袞は弱兵を動員して慕容宝を油断させるよう進言した。道武帝は張袞の言を聞き入れて、参合陂の戦いに勝利した。
396年（皇始元年）、張袞は給事黄門侍郎に転じた。ときに道武帝が南征し、軍を中山に進めた。張袞は酈食其や魯仲連の故事を引いて、説得と書簡によって慕容宝を退去させるよう主張した。その意見は道武帝に聞き入れられ、張袞が慕容宝に書簡を送ると、慕容宝は和龍に逃亡した。中山が陥落すると、張袞は奮武将軍・幽州刺史に任じられ、臨渭侯の爵位を受けた。
398年（天興元年）、平城に召還された。399年（天興2年）、張袞が推挙していた范陽の盧溥が反乱を起こし、また崔逞とともに書いた東晋の郗恢に対する返書に不適切なところがあったとして、道武帝の怒りを買い、尚書令史に降格された。
410年（永興2年）、病のため死去した。享年は72。太保の位を追贈された。諡は文康公といった。

## 子女
- 張温（外都大官・広寧郡太守）
- 張度（次男、臨渭侯、上谷郡太守、武昌王師・散騎常侍、使持節・都督幽州広陽安楽二郡諸軍事・平東将軍・崎城鎮都大将、和龍鎮都大将、中都大官）
- 張楷（州主簿）

## 伝記資料
- 『魏書』巻24 列伝第12
- 『北史』巻21 列伝第9